# Clara Peeters
Clara Peeters foi uma pintora flamenga de Antuérpia, Bélgica, que atuou na Holanda espanhola e na República Holandesa. Estima-se que tenha vivido entre os anos de 1588 a 1621. Embora tenha sido uma figura influente na sua época, sabe-se muito pouco sobre sua vida.  
Peeters foi uma das poucas mulheres a trabalharem profissionalmente na Europa no século XVII, e a artista flamenga mais famosa dessa época, apesar do acesso restrito das mulheres ao treinamento artístico.

## Biografia
Os detalhes a respeito da vida de Peeters não são claros, mas as poucas evidências disponíveis sugerem uma conexão sólida com a Antuérpia. Os arquivos da cidade mantêm um registro de Clara Peeters, filha de Jan Peeters, batizada em 15 de maio de 1594 na Igreja de St. Walburga, em Antuérpia. Além disso, um segundo documento indica um casamento entre Clara Peeters e Henricus Joosen em 31 de maio de 1639, na mesma igreja. No entanto, "Clara" e "Peeters" são nomes comuns encontrados facilmente na região de Antuérpia. Um batismo realizado em 1594 sugeriria que suas obras datadas de 1607 foram criadas quando ela tinha apenas 12 ou 13 anos. Entretanto, alguns pesquisadores questionam a possibilidade de que uma artista tão jovem pudesse realizar tais trabalhos, levantando a hipótese de que seu nascimento tenha ocorrido na década de 1580.
Peeters foi estabelecida em Amsterdã em 1611 e documentada em Haia em 1617. Alguns estudiosos sugerem que, por não haver nenhum trabalho evidente de Peeters depois de 1621, ela parou de pintar depois de se casar. Por conta do número de cópias aparentes de seu trabalho por diferentes pessoas, especula-se que ela pode ter dirigido uma pequena escola de artistas. Nenhum registro oficial indicando a data da morte de Peeters foi encontrado.

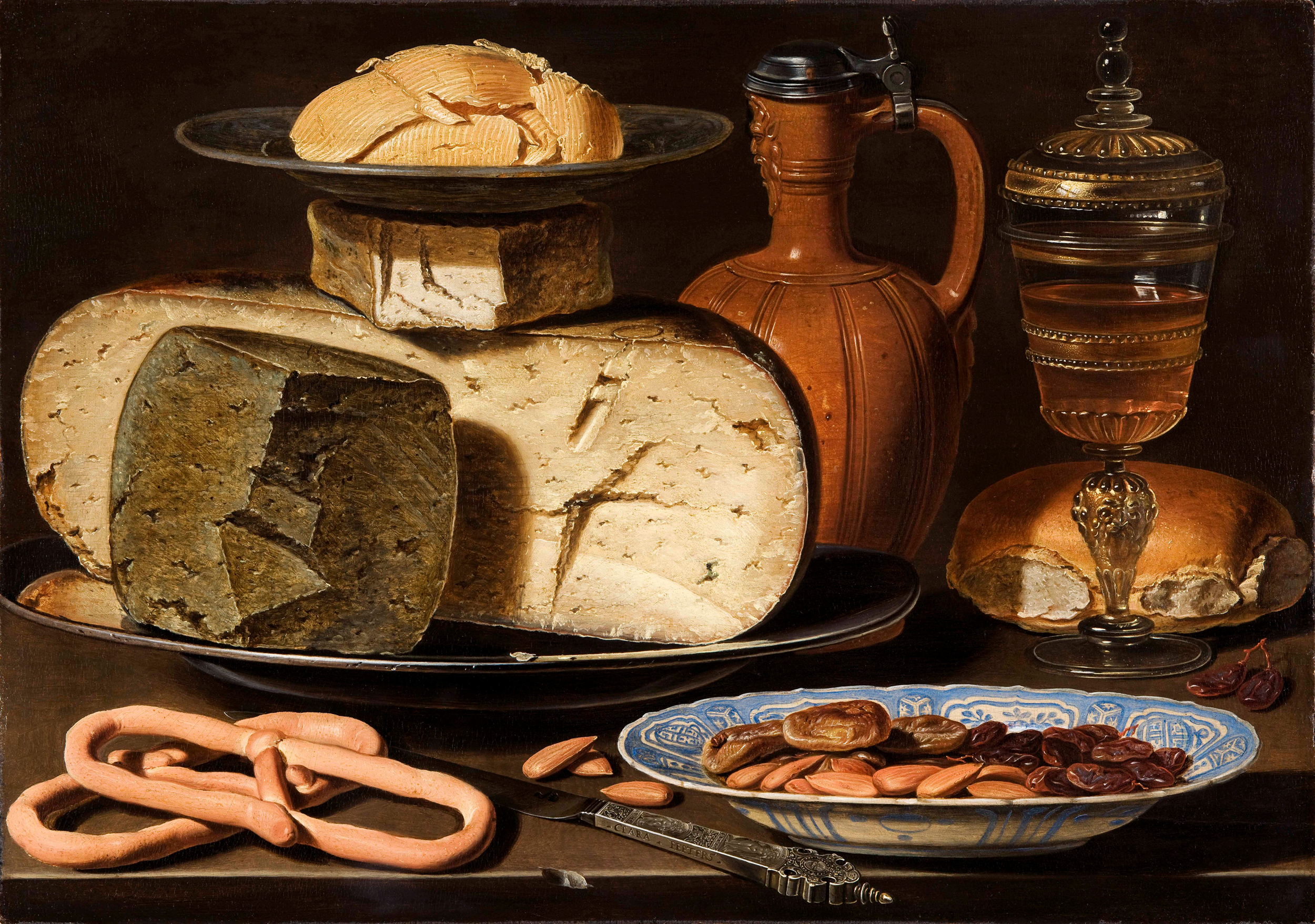
Natureza morta com Queijos, Amêndoas e Pretzels. Óleo sobre tela, 1615. 34,5 x 49,5 cm.

## Obras
A primeira pintura conhecida de Peeters, assinada e datada em 1607, reflete a habilidade técnica e composicional de uma artista treinada. Seu estilo sugere treinamento em Antuérpia, um dos primeiros centros de especialização em naturezas-mortas.
Suas pinturas de observação revelam uma extrema atenção aos detalhes de animais, flores, comidas e frutas, além de objetos associados à riqueza e à sofisticação, como peças de porcelana, taças, xícaras de prata e talheres refinados. As imagens passam quase despercebidas devido à sua dimensão reduzida, dificultando assim a visualização por parte do espectador. Esses autorretratos, identificados e analisados somente muitos séculos após sua morte, confirmam o elevado nível de habilidade técnica de Clara Peeters em se representar em um tamanho reduzido e muito detalhado. Acredita-se que sua motivação para esses autorretratos surgiu da impossibilidade de assinar suas próprias obras, visto que as mulheres não escreviam seus nomes em suas pinturas ou normalmente utilizavam um pseudônimo masculino.
Além dos autorretratos, há também a pintura de uma faca em que a pintora escreve seu próprio nome e um biscoito em formato da letra “P”, possivelmente uma referência a letra inicial de seu sobrenome. Ao se pintar, a artista também enfatiza o ilusionismo da pintura, pois provoca a sensação de que realmente a vemos enquanto ela pinta. Esses detalhes não apenas personalizam a cena, mas também adicionam uma camada de autenticidade à composição.

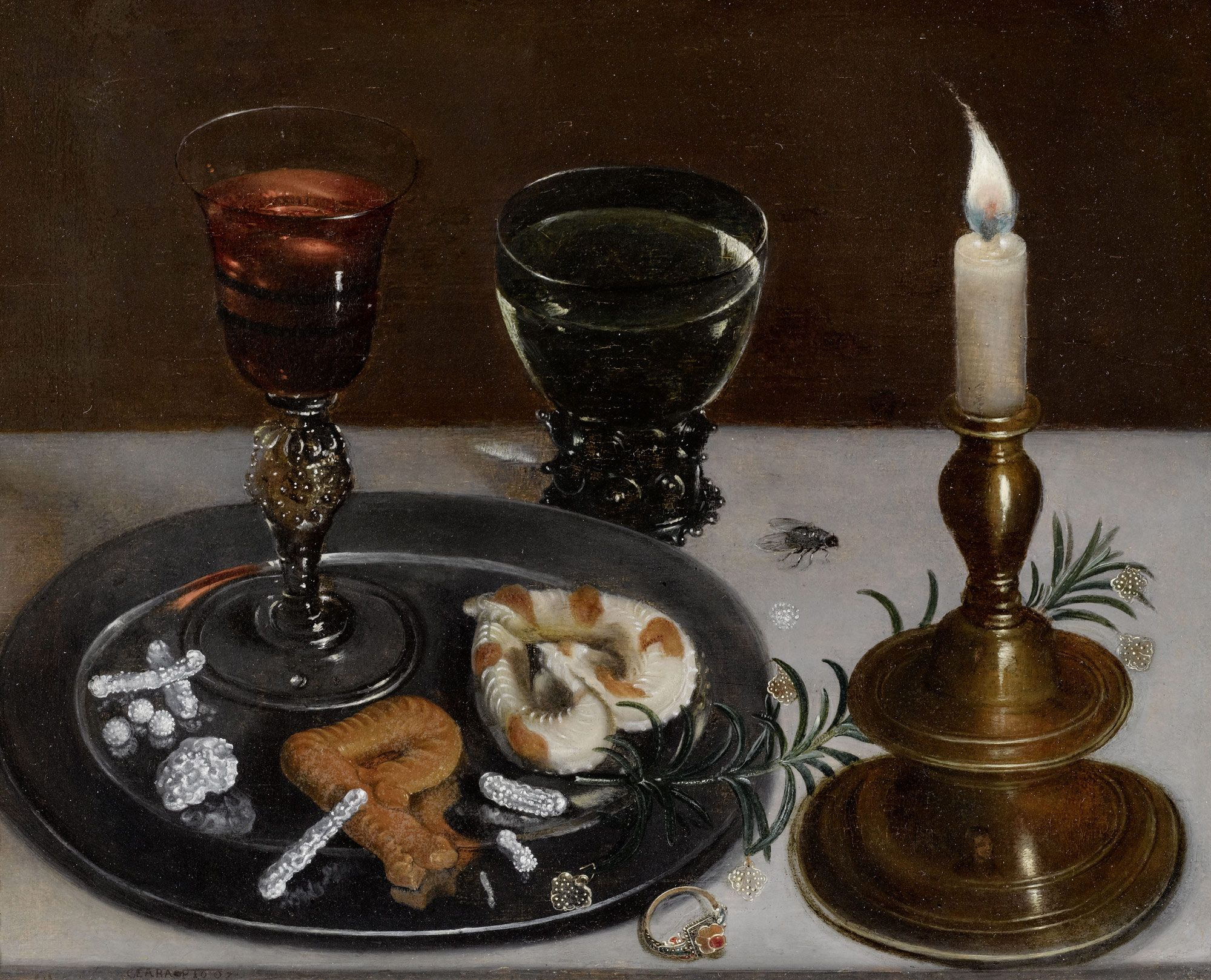
Natureza morta. Óleo sobre tela.

Em suas obras datadas antes de 1620, Peeters era especialmente fascinada pela queda de luz em objetos de metal - moedas, taças, pratos de estanho etc. - e seus reflexos. Ela costumava se retratar no reflexo de taças e xícaras douradas em muitas de suas pinturas, um costume na arte holandesa. Os estudiosos especulam que, com base no uso contínuo dos mesmos temas e na qualidade diferente do trabalho em algumas de suas pinturas, Peeters pode ter administrado sua própria oficina e encarregado seus alunos de pintar a partir desses repetitivos temas.
Em uma de suas pinturas, há um saleiro de prata que indica que a artista pertencia a uma classe social alta, pois o sal era somente consumido pela aristocracia antes da existência de métodos industriais de produção.

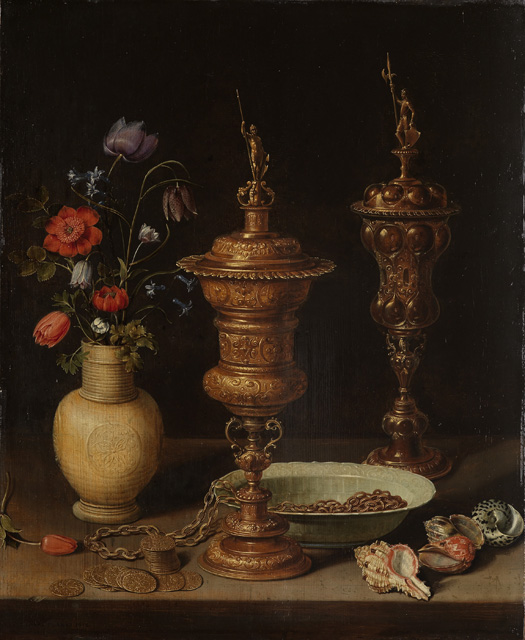
Natureza morta com Flores e Taças de honra de ouro. Óleo sobre tela, 1612. 59,5 x 49 cm.

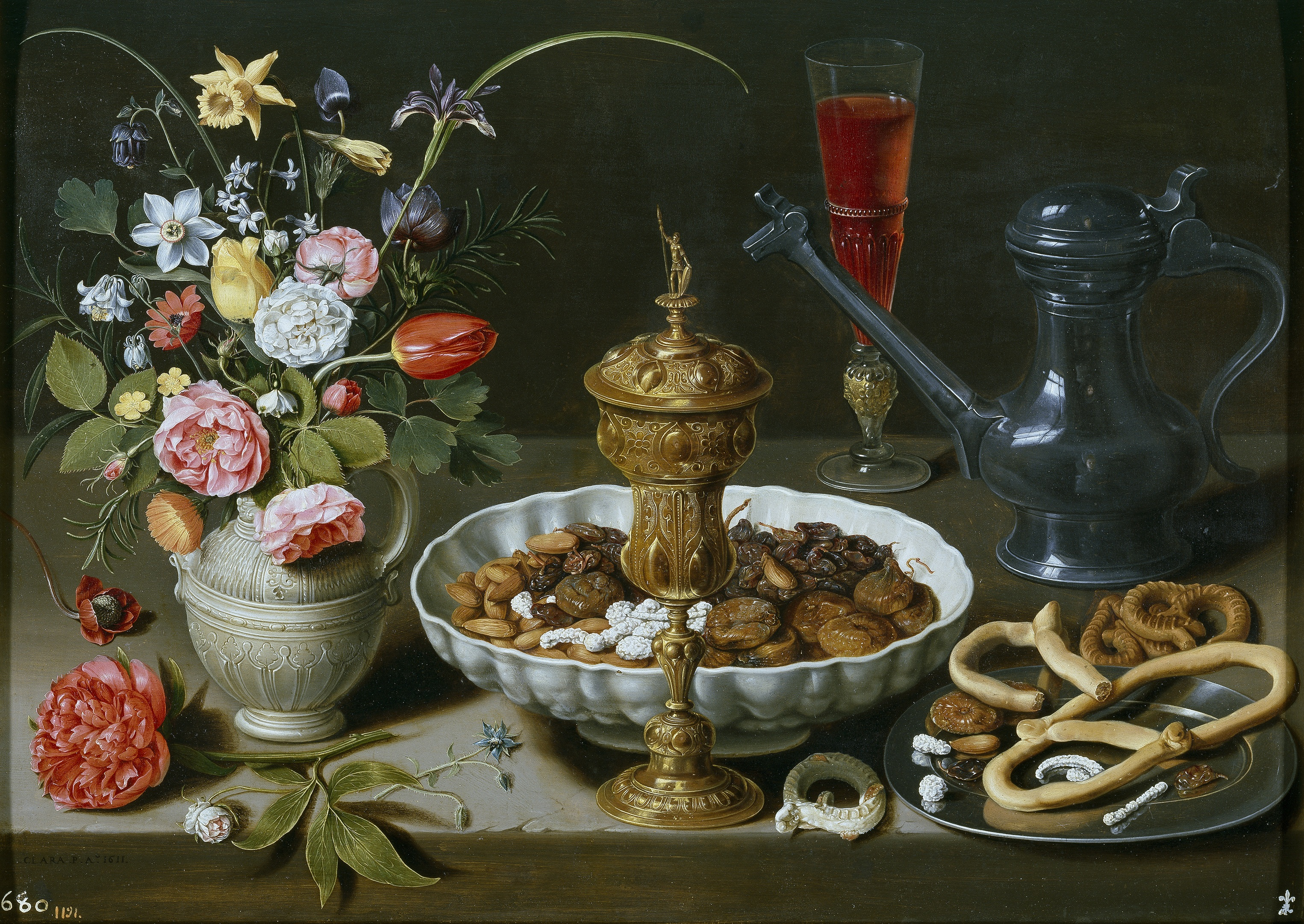
Natureza morta com Nozes, Doces e Flores. Óleo sobre tela, 1611. 52 x 73 cm

Muitos aspectos em seu trabalho sugerem que suas pinturas teriam sido criadas para colecionadores ricos, pois são particularmente grandes e retratam itens de luxo da época. Quatro das primeiras obras de Peeters chegaram à coleção real espanhola do Museu do Prado.

## Experiências enquanto artista mulher
Clara Peeters tornou-se um símbolo da participação feminina na arte, validando a necessidade do resgate histórico de artistas mulheres e a importância de refletir sobre as desigualdades de gênero na arte. Pioneira no campo da natureza-morta e uma das poucas mulheres artistas do início da modernidade a se dedicar à pintura, Clara Peeters ousou em se autorretratar e assinar sua obra como uma afirmação de si mesma: uma artista mulher.
Em um período histórico em que as mulheres não podiam assinar suas obras de arte, a artista deixa marcas de referência de si mesma nos seus quadros, marcando sua presença de forma sutil para que o mundo não a apague. Peeters passou a fazer parte dos objetos e comidas retratados, para que um dia pudesse ser descoberta. Ela conseguiu driblar o destino do apagamento de sua autoria na história da arte.